# Francières (Oise)
Francières é uma comuna francesa na região administrativa de Altos da França, no departamento de Oise. Estende-se por uma área de 8,23 km². Em 2010 a comuna tinha 564 habitantes (densidade: 68,5 hab./km²).